# Лявозеро
Лявозеро (кильд. саам. Lejavre) — пресное озеро ледникового происхождения на территории Ловозерского района Мурманской области, Россия.

## Расположение
Расположено в центральной части Кольского полуострова в северной части Ловозерского района в 65 км от побережья Баренцева моря на высоте 216,6 м над уровнем моря. Относится к бассейну Баренцева моря, связывается с ним через реку Харловку, вытекающую из северо-западной оконечности озера. Питание озера в основном снеговое и дождевое.

## Описание
Имеет вытянутую с юго-запада на северо-восток неровную форму со множеством небольших заливов и полуостровов. Длина озера составляет около 17 км, ширина — до 4,2 км в расширенной северной части. Площадь озера — 38,2 км², это 18-е по площади озеро Мурманской области. Северное и западное побережье озера сильно заболочено, восточное — более сухое, покрытое берёзовым криволесьем. Кроме того, с севера к Лявозеру в районе залива Вуньлухт прилегает небольшое урочище Сямродэ, а с юга — урочище Лухпэдродэ. Местность, окружающая озеро, относительно пологая, высота окрестных возвышенностей не превышает 220—250 м на востоке и 215—260 (горы Чумасайкаинт — 261,2 м и Этькэпахн — 266,2 м) м на западе. К западу от озера и на его восточном побережье находятся месторождения золота, два площадных ореола с максимальным содержанием 0,06 г/т.
С окрестных возвышенностей в Лявозеро впадает несколько рек и ручьёв, самые крупные из них: река Митрей-Яков — впадает с запада в северную часть озера, ручей Китковасвуай — с запада в южную часть, и ручей Изъя — с востока в центральную часть. Рядом с ним лежит несколько озёр меньших размеров: Рувтчелмъявр — является по сути заливом Лявозера, отделённым полуостровом Порнёрк; Кентявра — часть Лявозера у самого устья Харловки, отгорожено от Лявозера крупным островом; Уйвъявр — расположено менее чем в километре к востоку, соединено с Лявозером небольшой протокой; Контозеро — расположено в километре к югу, соединено с Лявозером широкой извилистой протокой.
По всей территории Лявозера расположено множество небольших пологих островов, самые крупные из которых — Лампесуол и Шурпассуол, лежат у северного побережья и имеют соответственно 1,5 и 0,5 км в длину.

## История
Населённых пунктов на озере нет. Однако, до начала XX века в районе озера находилось одно из четырёх поселений саамского Ловозёрья — Лявозерский погост.